# 晴明神社

晴明紋

晴明神社（せいめいじんじゃ）是位在日本京都府京都市上京區的神社。祭神是安倍晴明。神社在一條戻橋之西北，晴明的舊宅址，是「驅魔」「除惡」的神社。奉為神祇的晴明公在生前為大家袪除煩惱、除卻災厄，因此廣受上至天皇、貴族，下至百姓、庶民的信賴，這一種信賴直至現在。全国各地都存在同名神社。

## 历史
1005年晴明去世。寛弘4年（1007年），一条天皇下令将晴明宅邸遗跡建成晴明神社。神社社地广阔，后因战火和丰臣秀吉整备都市等原因逐渐缩小，神殿几近荒芜。
幕末以后，晴明子孙整修了社殿及境内院落，主要建筑恢复于1925年。1950年堀川通向神社内地扩张。
近年来，随着梦枕獏小说《阴阳师》以及动漫、电影带来的安倍晴明热潮，晴明神社迎来了全国各地的参拜者。晴明歿後一千年（2005年），举行了安倍晴明千年祭。

### 一條戻橋
從平安時代就有的老橋，「戻」有「回返」的意思，戻橋的名稱來自於家人送士兵出征時，祈禱士兵能活著回來的懇切心意，而自古京都人要去火葬場或墳場時，也是會走這條橋。又根據民間傳說，西元918年平安時代擔任醍醐天皇文章博士（官職）的三善清行過世時，送葬隊伍正走過橋上時，遠在紀州熊野修行的兒子淨藏趕回京都追上送葬隊伍。在黑夜中三善從棺木中甦醒跟兒子短暫交談。之後這條橋被稱為「戻橋」，意喻重返人世、回返之意。因此，以前京都人要談親事或結婚時，會被告誡絕不可走過一條戻橋。
1995年（平成7年）時重新建造新戻橋，舊戻橋的欄桿立柱部份被搬到晴明神社重現保存。

## 祭事
- 1月1日：新年祭
- 2月節分：節分星祭
- 6月26日：火災除祈願祭
- 9月秋分日：晴明祭
  - 前日：宵宮祭
  - 当日：例祭、神幸祭
- 9月26日：嵯峨墓所祭
- 11月23日：御火焚祭

## 神社境內

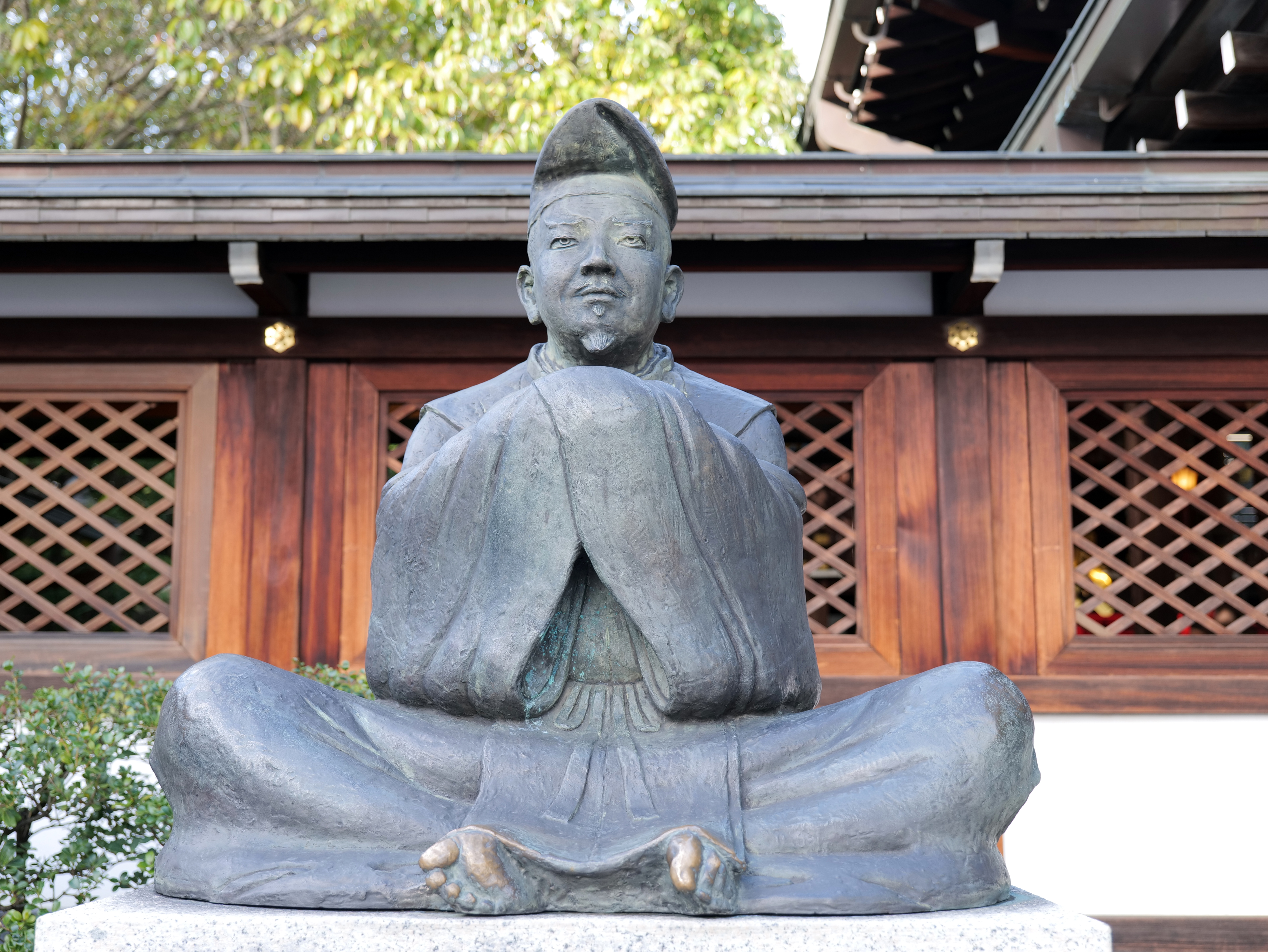
晴明銅像
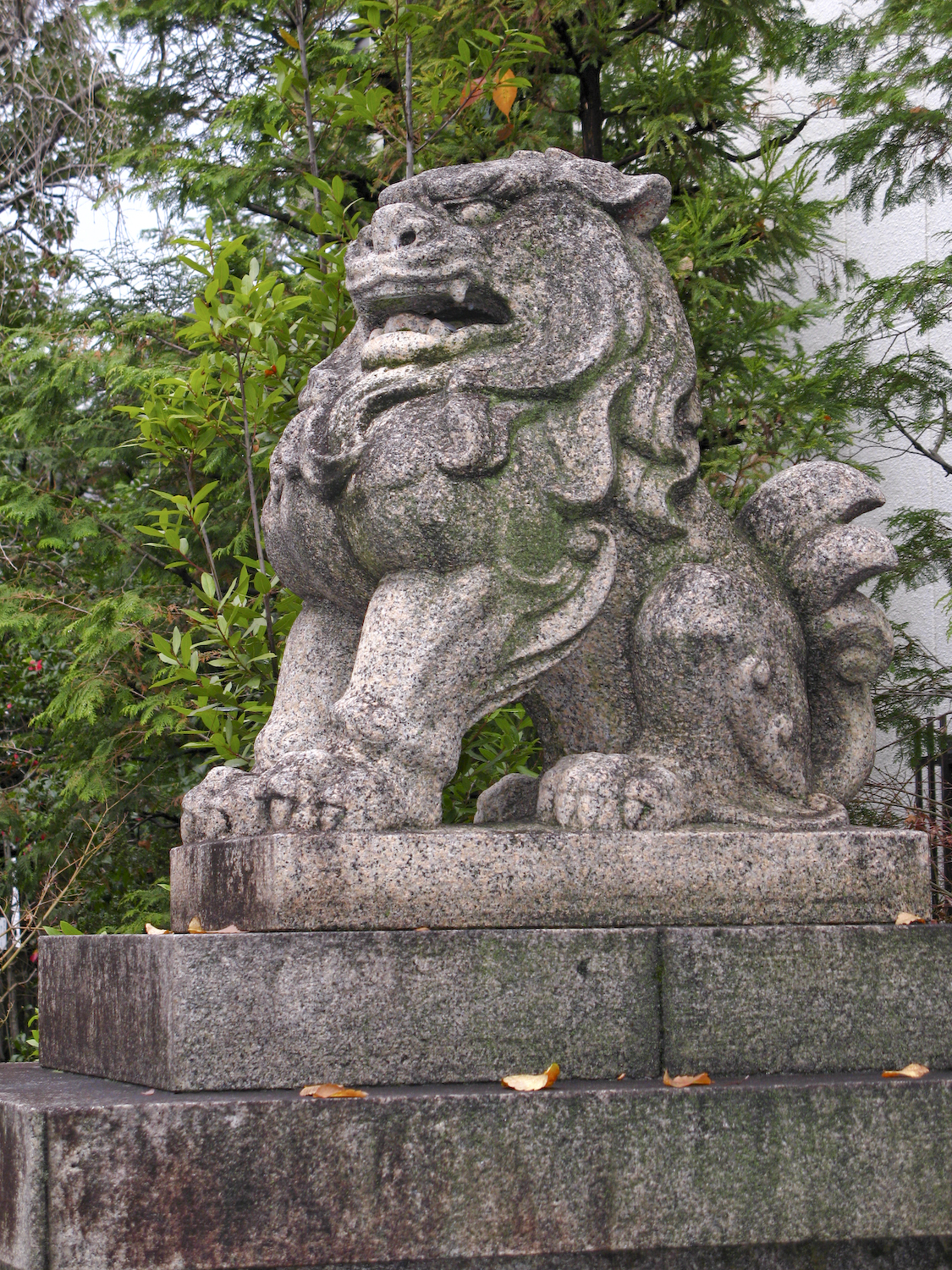
狛犬
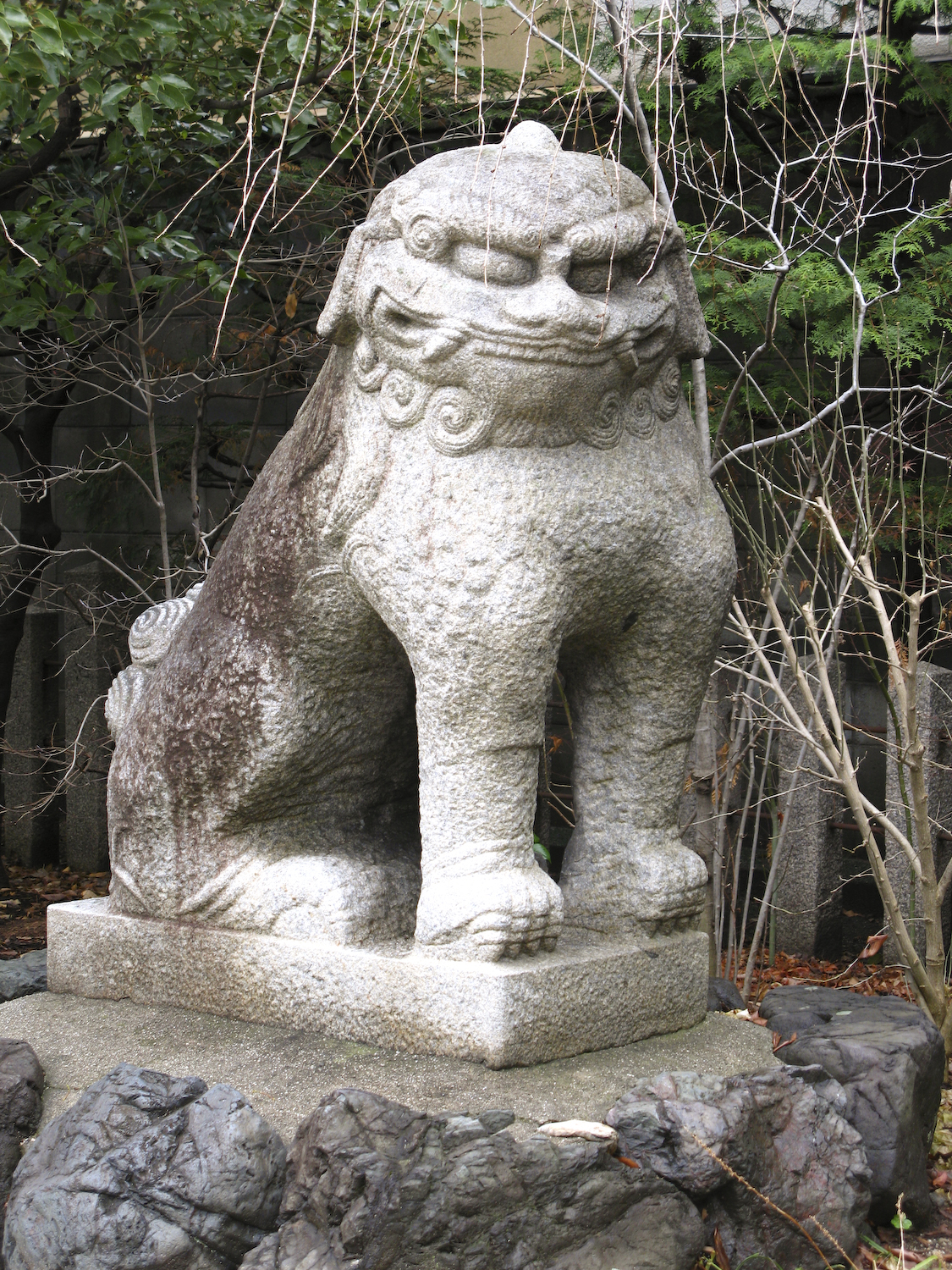
狛犬
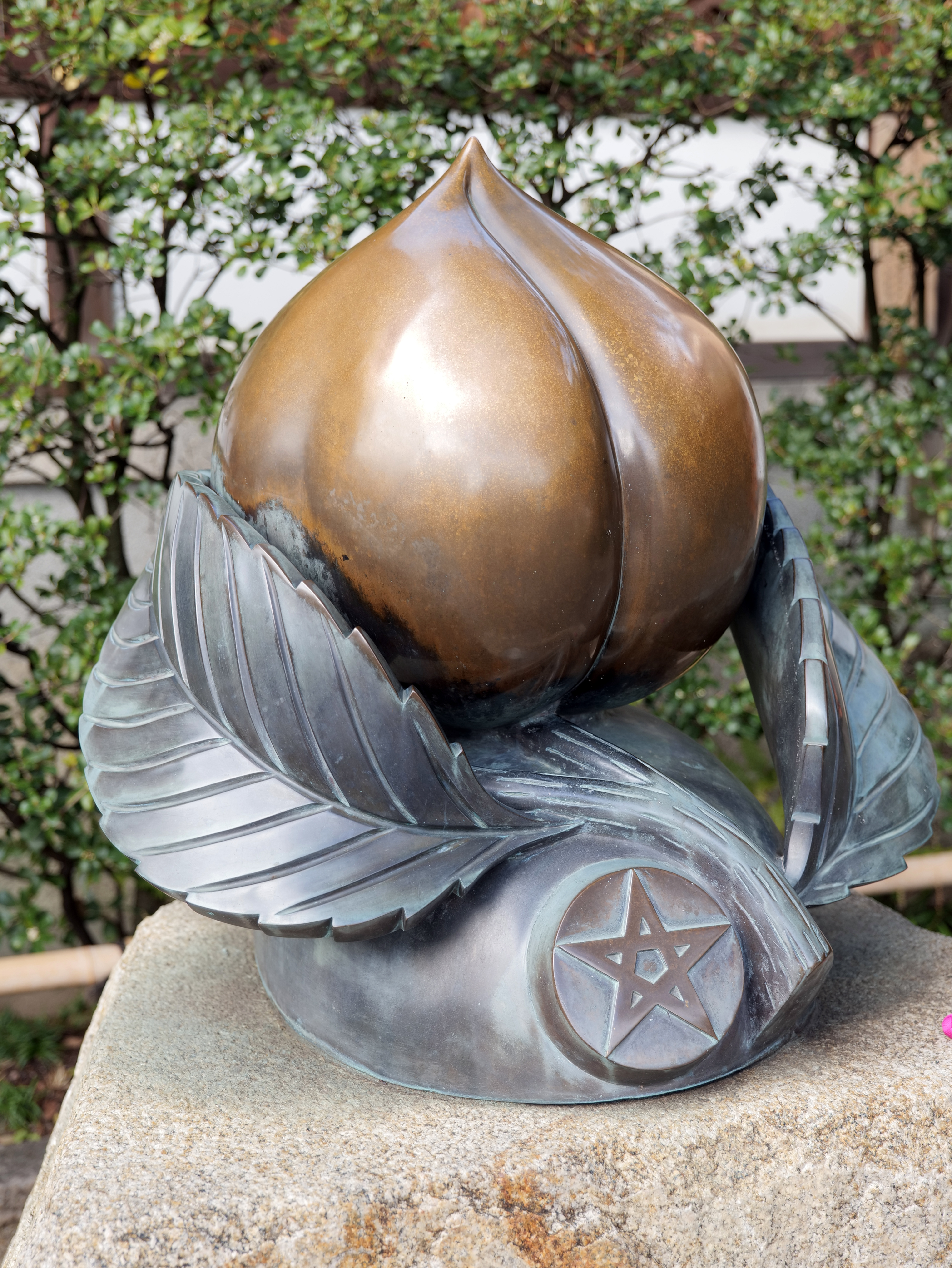
厄除桃
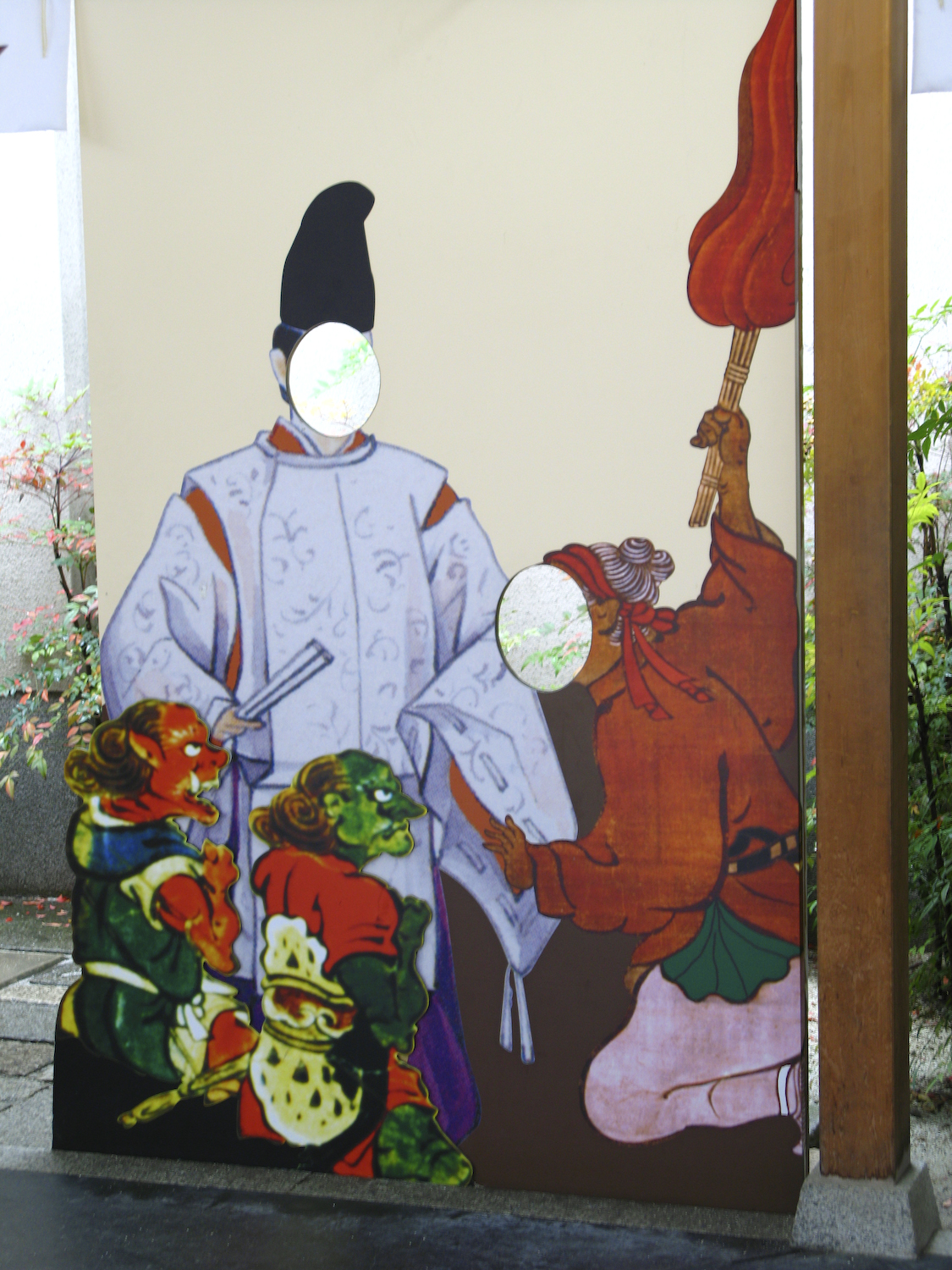
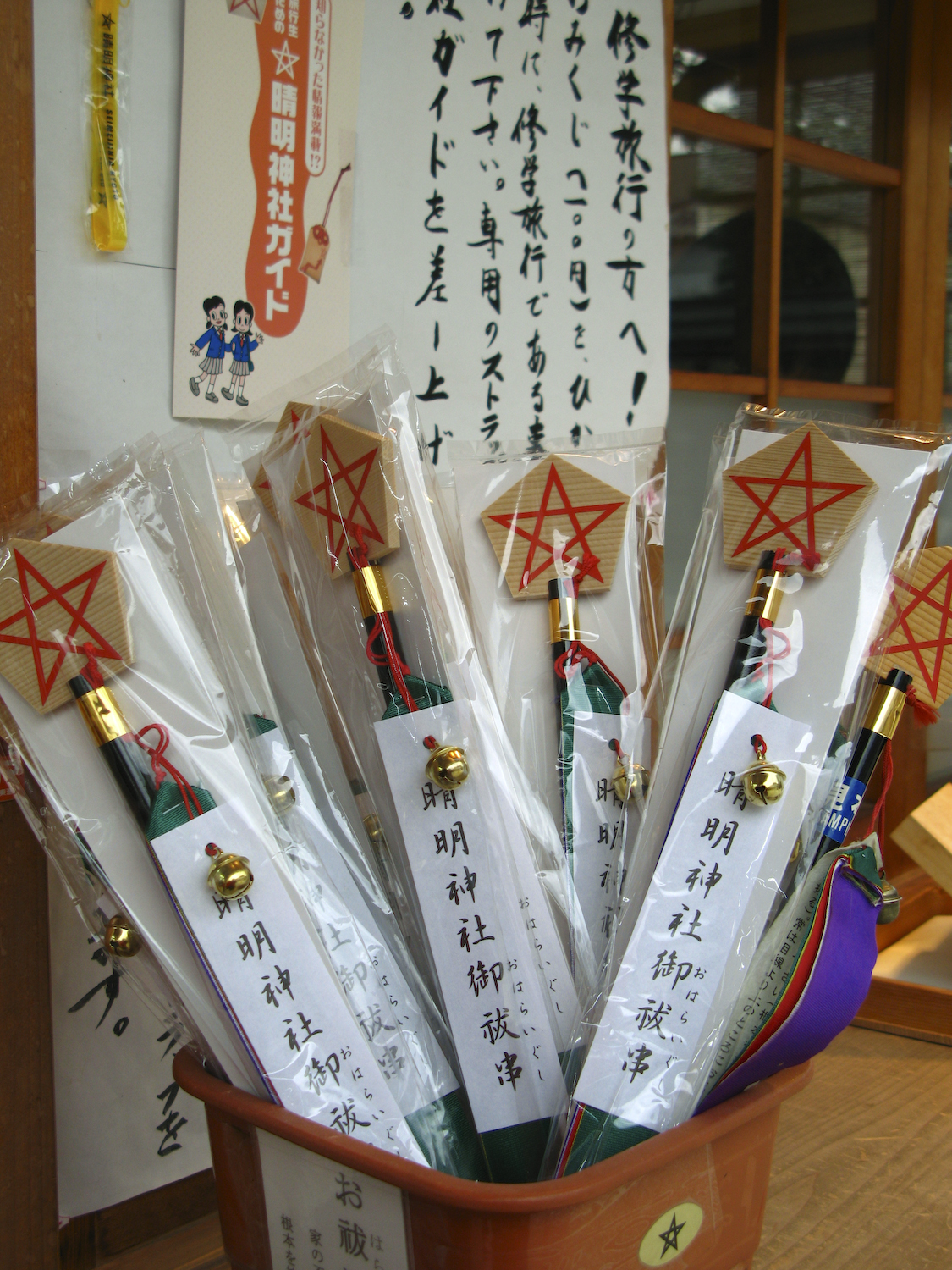
祓串
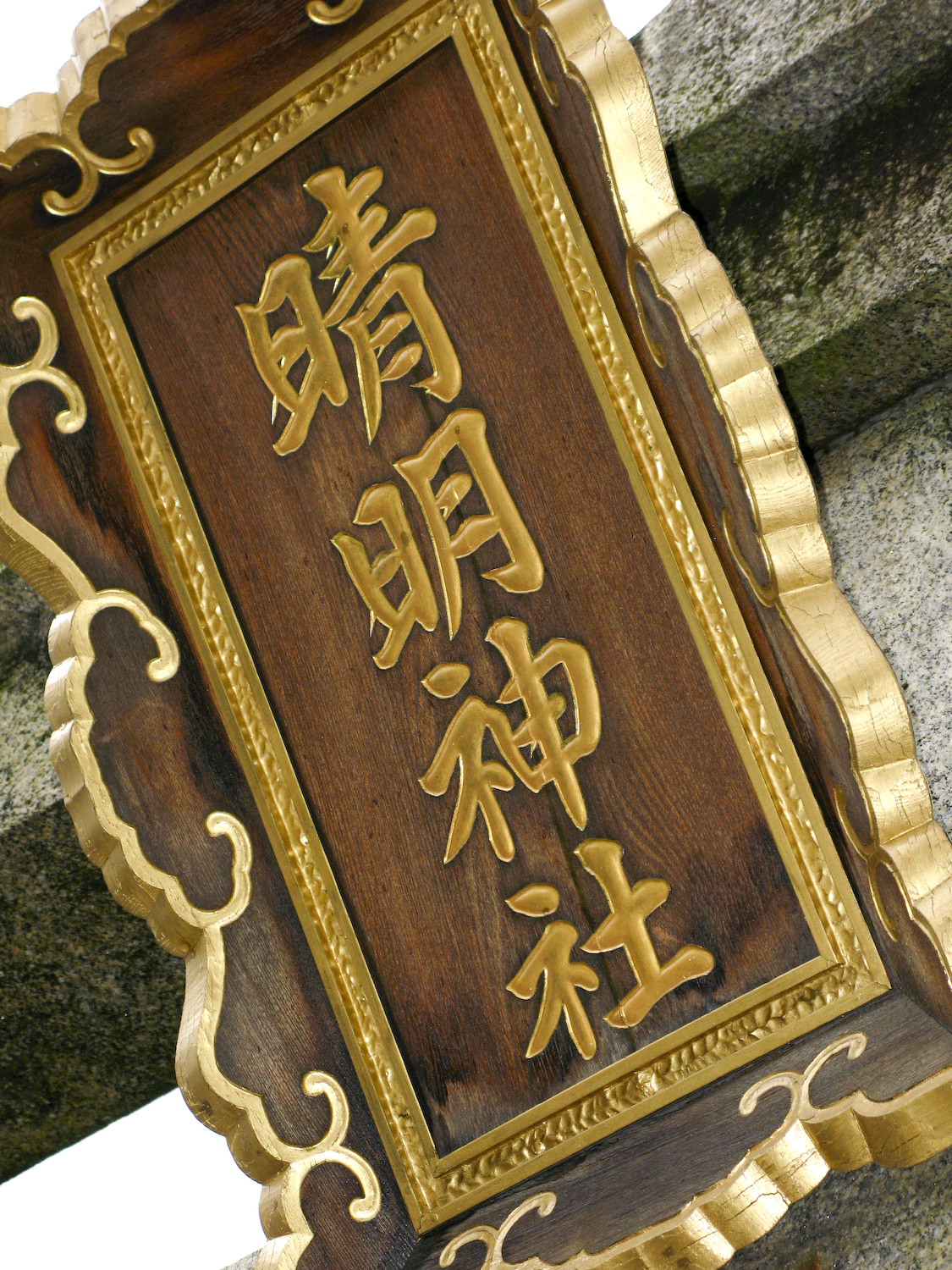
二之鳥居額束－晴明神社
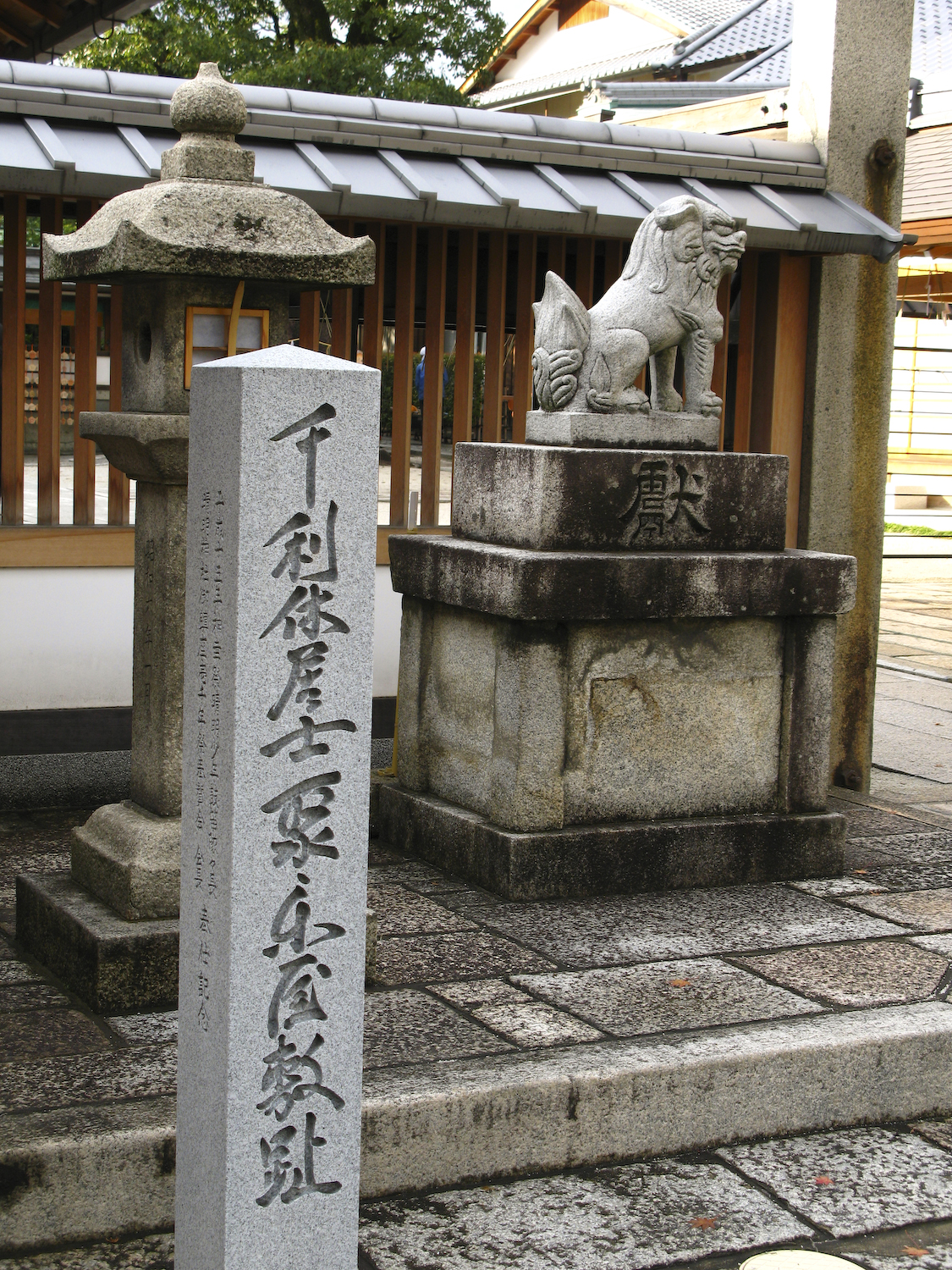
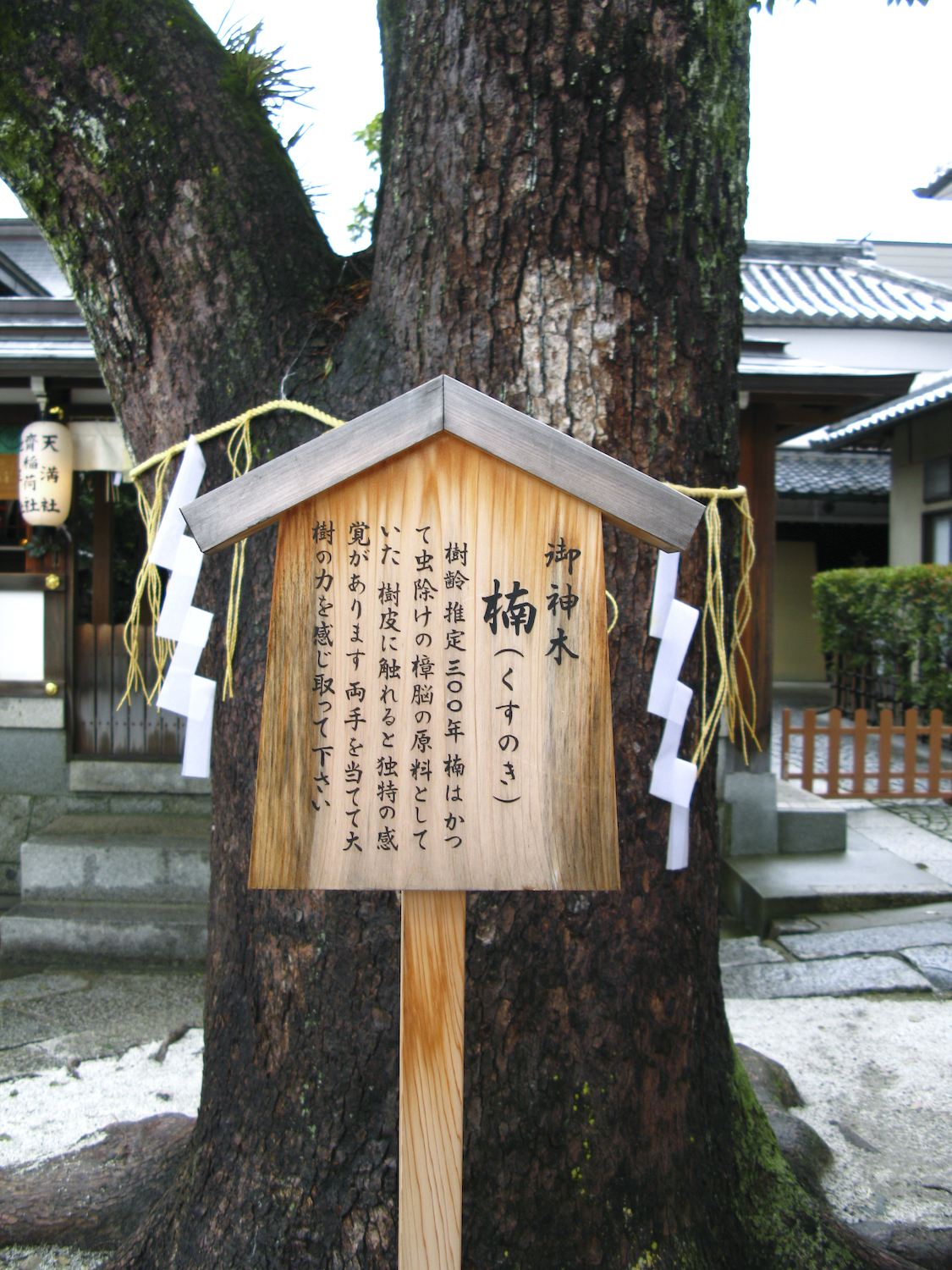
御神木

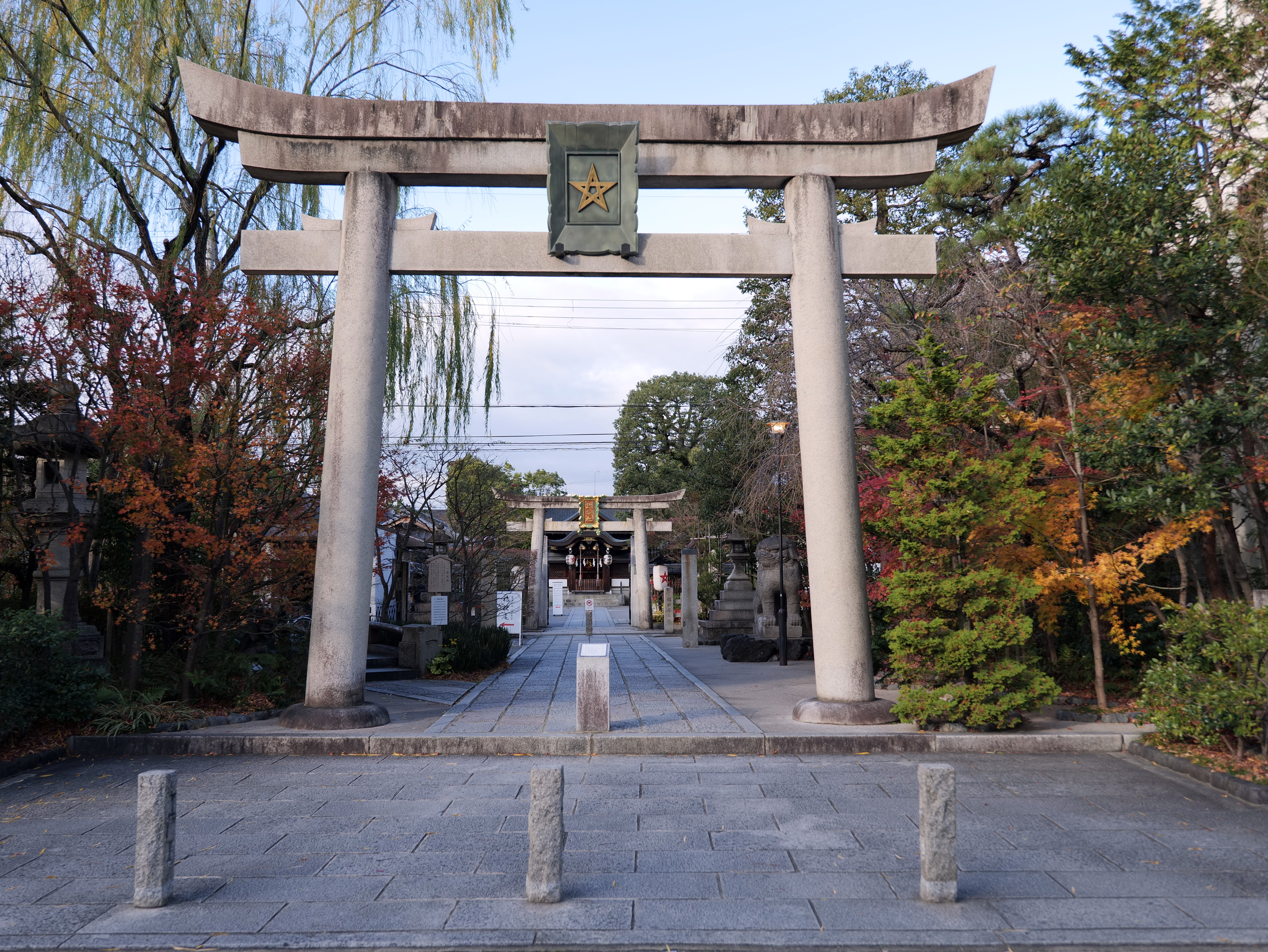
一之鳥居
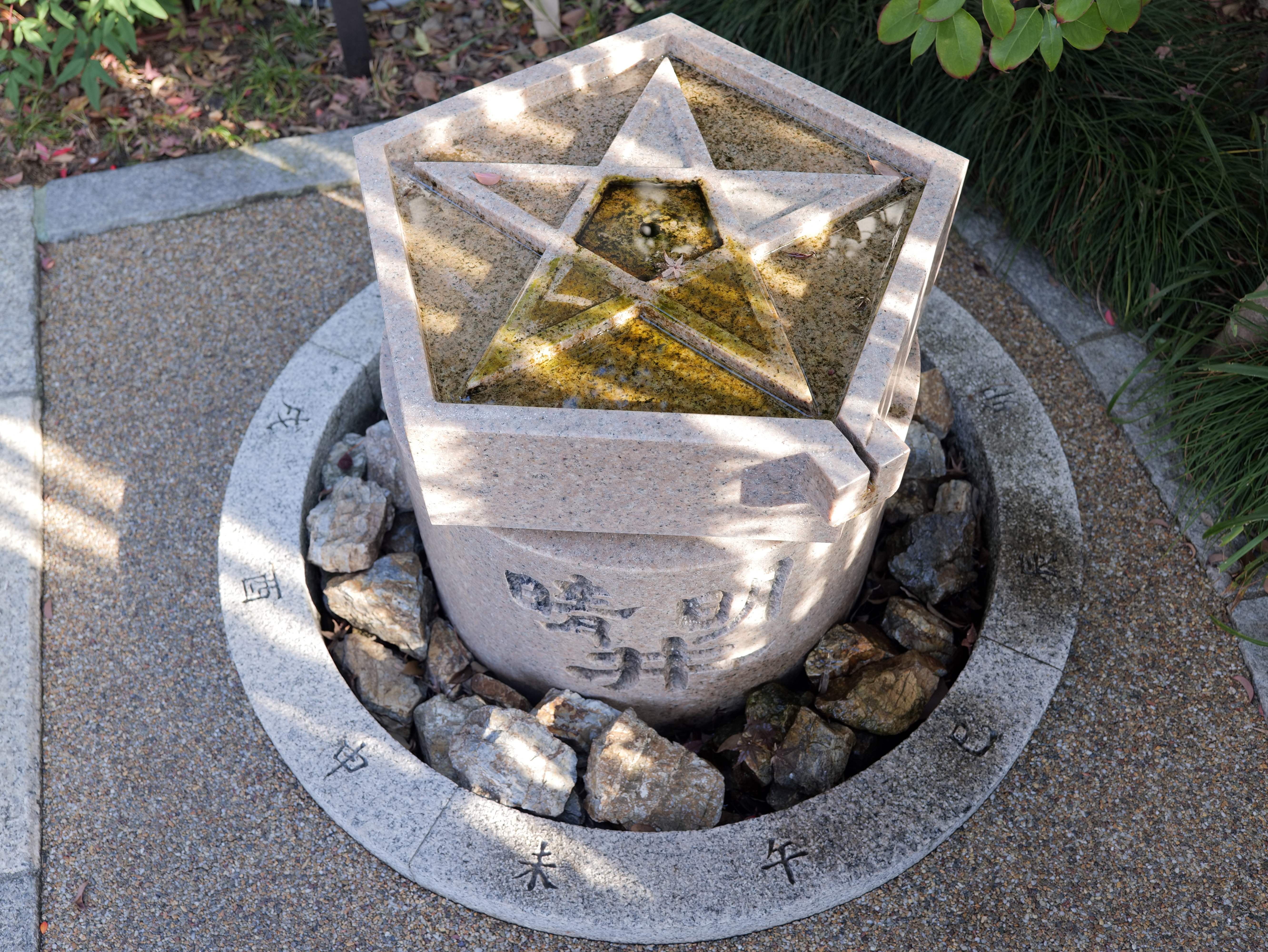
晴明井
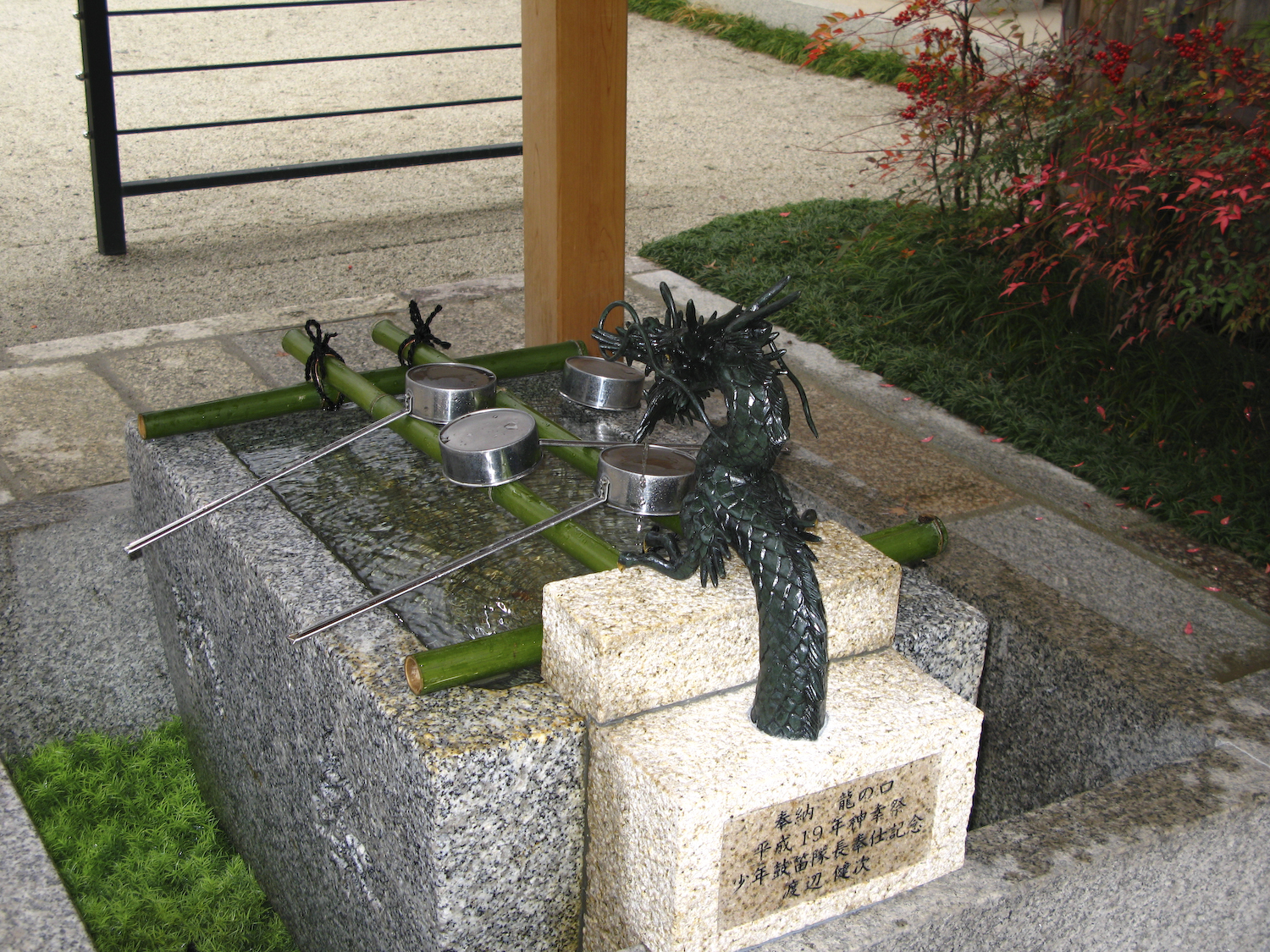
手水舍

## 關連項目
- 陰陽五行
- 陰陽道
- 安倍晴明
  - 晴明塚

## 外部連結
- 晴明神社（日文官方）
- 晴明神社（中文官方）

35°01′40″N 135°45′04″E / 35.02778°N 135.75111°E
1. 1 2 3 4  博學堅持俱樂部. . 台灣. 遠足文化事業股份有限公司: 第178–179頁. ISBN 978-986-91896-2-0.